# Liste von Persönlichkeiten der Stadt Szeged
In dieser Liste werden die Persönlichkeiten mit Bezug zur Stadt Szeged aufgeführt.

## Geboren in Szeged

### Bis 1900
- Joseph von Siskovics (1719–1783), kaiserlicher Feldmarschall-Lieutenant und Kommandeur des Maria-Theresia-Ordens
- Christoph Sonnleithner (1734–1786), österreichischer Jurist und Komponist
- András Dugonics (1740–1818), Schriftsteller, Autor des ersten ungarischen Romans Etelka
- Ladislaus Kőszeghy von Remete (1745–1828), Bischof des Csanáder Bistums (1800–28)
- István Vedres (1765–1830), Ingenieur
- Josef Körösi (1811–1868), österreich-ungarischer Industrieller
- Sándor Rózsa (1813–1878), Bandit
- György Vastagh (1834–1922), Maler
- János Csonka (1852–1939), Maschinenbauingenieur, Erfinder
- Immanuel Löw (1854–1944), Rabbiner, Gelehrter
- Moses Max Löw (1857–?), Architekt
- Pista Dankó (1858–1903), Geiger und Komponist (Zigeunermusik)
- János Kotányi (1858–1938), Firmengründer Kotányi-Gewürze
- Mihály Cserzy (1865–1925), Schriftsteller
- Géza Maróczy (1870–1951), Schach-Großmeister
- Jenő Huszka (1875–1960), Komponist
- Lajos Gönczy (1881–1915), Hochspringer
- Béla Zerkovitz (1882–1948), Komponist
- Gyula Juhász (1883–1937), Dichter
- Béla Balázs (1884–1949), Schriftsteller und Regisseur
- Gábor von Kazinczy (1889–1964), Bauingenieur
- Gyula Feldmann (1890–1955), Fußballspieler und -trainer
- Julio Baghy (Gyula Baghy) (1891–1967), Schriftsteller und Dichter in Esperanto
- István Békeffy (Békefi, Békeffi) (1891–1962), Dramatiker, Kabarettschreiber, Attila-József-Preisträger
- Nickolas Muray (Miklós Mandl) (1892–1965), amerikanischer Fotograf und Sportler
- József Jáky (1893–1950), Bauingenieur für Grundbau und Bodenmechanik
- Pál von Hertzka (1898–1978 oder 1979), Fußballschiedsrichter
- Ladislaus Singer (1898–?), österreichischer Verleger, Autor und Journalist
- Johann Mandl (1899–1970), österreichischer Politiker (SPÖ) und Amtsführender Stadtrat in Wien
- Olga Dormandi (1900–1971), Malerin und Illustratorin

### 1901 bis 1950
- László Kontraszty (1906–1994), Maler
- Lajos Korányi (1907–1981), Fußballspieler, Vizeweltmeister 1938
- Georg Elmer (1908–1944), Numismatiker
- Anna Sipos (1908–1988), Tischtennisspielerin und zweifache Weltmeisterin
- Rezső Wanié (1908–1986), Schwimmer
- Magda Gál (1909–1990), Tischtennisspielerin und achtfache Vizeweltmeisterin
- Ferenc Tóth (1909–1981), Ringer
- László Erdey (1910–1970), Chemiker
- István Bibó (1911–1979), Rechtsanwalt, Rechtswissenschaftler und Politiker
- András Wanié (1911–1976), Schwimmer
- Sándor Barcs (1912–2010), Politiker, Journalist, Autor und Sportfunktionär
- István Lukács (1912–?), ungarisch-französischer Fußballspieler
- István Vincze (1912–1999), Mathematiker
- Lajos Baróti (1914–2005), Fußballspieler und -trainer
- Désiré Koranyi (1914–1981), ungarisch-französischer Fußballspieler
- László Fejes Tóth (1915–2005), Mathematiker, Mitglied der Ungarischen Akademie der Wissenschaften
- Béla Simon (1920–1996), Tischtennisspieler und -trainer
- Mária Mojzes (1921–1987), Schauspielerin und Operettensängerin
- Gábor Agárdi (1922–2006), Mari-Jászai-Preisträger als Schauspieler
- István Horvai (1922–2004), Regisseur
- György Sebők (1922–1999), Pianist und international renommierter Klavierpädagoge
- Zoltán Gera (1923–2014), Schauspieler
- Éva Janikovszky (Éva Etelka Nametta Kucses) (1926–2003), Schriftstellerin
- Georgije Nedeljkov (1926–2003), Architekt und Hochschullehrer
- Bertalan Csillik (1927–2012), Anatom und Neurowissenschaftler
- János Kass (1927–2010), Grafiker
- János Körmendi (1927–2008), Schauspieler
- Mária Littomeritzky (1927–2017), Schwimmerin
- László Paskai (1927–2015), Erzbischof von Esztergom-Budapest
- Károly Sándor (1928–2014), Fußballspieler (Nationalspieler)
- Vilmos Zsigmond (1930–2016), Kameramann
- Dániel Magay (* 1932), Fechter
- Sándor Dobsa (1934–2005), Musiker, Komponist (Jazz)
- Zsolt Durkó (1934–1997), Kossuth-Preisträger und Ferenc-Erkel-Preisträger als Komponist
- János Rétey (1934–2022), Biochemiker und Hochschullehrer
- István Liptay (1935–2022), Basketballspieler
- Paul Hartal (* 1936), kanadischer Maler und Dichter
- Gyula Dobay (1937–2007), Schwimmer
- György Iványi (* 1939), ungarisch-deutscher Bauingenieur
- János Juszkó (1939–2018), Radrennsportler
- András Fricsay (1942–2024), Schauspieler und Regisseur
- Zsolt Visy (* 1944), Provinzialrömischer Archäologe
- Márton Kalmár (* 1946), Bildhauer
- Gabi Jobba (1947–1983), Schauspielerin
- Zsolt Visy (* 1947), Archäologe und politischer Beamter
- Lajos Huszár (* 1948), Komponist

### 1951 bis 1960
- Ilona Tokody (* 1953), Opernsängerin
- Lajos Mocsai (* 1954), Handballtrainer und ehemaliges Mitglied der ungarischen Nationalmannschaft
- Ágnes Sipka (* 1954), Langstrecken- und Marathonläuferin
- Sándor Balogh (* 1960), Handballtrainer und ehemaliger Handballspieler

### 1961 bis 1970
- László Ocskó (* 1962), Badmintonspieler
- Fülöp Kocsis (* 1963), Erzbischof des griechisch-katholischen Erzbistums Hajdúdorog
- Márta Dovalovszki (* 1964), Badmintonspielerin
- Andreas Löffler (András Gábor Löffler) (* 1964), deutscher Professor für Bank- und Finanzwirtschaft an der Freien Universität Berlin
- Zsuzsa Kovács (* 1965), Badmintonspielerin
- Andrea Papp (* 1967), Badmintonspielerin
- Hanna Tetteh (* 1967), ghanaische Rechtsanwältin, Diplomatin und Politikerin
- Gordon Bajnai (* 1968), Politiker und Ministerpräsident Ungarns (2009–10)
- Péter Kondor (* 1968), lutherischer Theologe, Bischof der Süddiözese der Evangelisch-Lutherischen Kirche in Ungarn
- Gábor Hevér (* 1969), Schauspieler

### 1971 bis 1980
- Adrián Annus (* 1973), Hammerwerfer
- Attila Czene (* 1974), Schwimmer
- Tamás Molnár (* 1975), Wasserballer
- Zoli Ádok (* 1976), Sänger, Schauspieler und Tänzer
- Gábor Boldoczki (* 1976), Trompeter
- Sophie Evans (Zsófia Szabó) (* 1976), Pornodarstellerin
- Rajmund Fodor (* 1976), Wasserballer
- Andreas Gal (* 1976), ungarisch-deutscher Informatiker
- Katalin Novák (* 1977), ungarische Politikerin
- Levente Schultz (* 1977), Fußballspieler
- László Toroczkai (* 1978), Politiker, seit 2013 Bürgermeister von Ásotthalom
- Gyula M. Szabó (* 1979), Astronom und Asteroidenentdecker

### 1981 bis 1990
- Mária Kovács (* 1981), Boxerin, mehrfache Welt- und Europameisterin der Amateurinnen
- Balázs Laluska (* 1981), ehemaliger Handballspieler
- László Nagy (* 1981), Handballspieler
- Imre Szabics (* 1981), Fußballspieler (Nationalspieler)
- Klára Hajdu (* 1982), Jazzmusikerin
- Zsuzsanna Francia (* 1982), US-amerikanische Ruderin
- Attila Vadkerti (* 1982), Handballspieler
- Péter Varjú (* 1982), Mathematiker
- Attila Vajda (* 1983), Kanute
- Norbert Visy (* 1983), österreichischer Handballspieler
- Fruzsina Molnár-Gábor (* 1984), ungarisch-deutsche Rechtswissenschaftlerin
- Mark Pusker (* 1984), Jazzmusiker
- Bence Máté (* 1985), Tierfotograf
- Bernadett Bognár-Bódi (* 1986), Handballspielerin
- Zsolt Laczkó (* 1986), Fußballspieler
- Szandra Lajtos (* 1986), Shorttrackerin
- Ákos Lele (* 1988), Handballspieler
- Anita Márton (* 1989), Leichtathletin (Kugelstoßen und Diskuswurf)
- Ádám Országh (* 1989), Handballspieler

### 1991 bis 2000
- Anna Olasz (* 1993), Freistilschwimmerin
- Ágnes Pallag (* 1993), Volleyballspielerin
- Martin Ádám (* 1994), Fußballspieler
- Zsófia Kónya (* 1995), Shorttrackerin
- Lilla Barzó (* 1996), Tennisspielerin
- Bálint Kopasz (* 1997), Kanute
- Petra Jászapáti (* 1998), Shorttrackerin

### 2001 bis 2010
- Martin Kern (* 2006), Fußballspieler
- Nikolett Pádár (* 2006), Schwimmerin

## Mit der Stadt verbunden
- István Tömörkény (1866–1917), Schriftsteller, Ethnologe, Archäologe
- Ferenc Móra (1879–1934), Schriftsteller, Ethnologe, Archäologe
- Gyula Juhász (1883–1937), Dichter und Journalist
- Sándor Sík (1889–1964), Dichter, Schriftsteller, Akademiker, Literaturwissenschaftler, Priester (Piarist)
- Albert Szent-Györgyi (1893–1986), Biochemiker, Nobelpreisträger (1937)
- Antal Tápai (1902–1986), Bildhauer
- Tibor Róbert Mertz (1903–1962), Arzt, Internist
- Viktor Vaszy (1903–1979), Dirigent und Komponist
- Lisl Goldarbeiter (1909–1997), Fotomodell, Miss Universe
- Ferenc Fricsay (1914–1963), Dirigent
- Levente Király (* 1937), Schauspieler
- József Gregor (1940–2006), Opernsänger (Bass)
- Péter Lékó (* 1979), Weltklasseschachspieler

## Ehrenbürger der Stadt Szeged
- 1990 – Mátyás Varga (1910–2002), Bühnenbildner
- 1990 – György Buday (1907–1990), Holzgraveur, Journalist, Typograph
- 1990 – Brúnó Straub (1914–1996), Biochemiker
- 1991 – Béla Szőkefalvi-Nagy (1913–1998), Mathematiker
- 1992 – László Péter (1926–2019), Literaturwissenschaftler
- 1993 – Mihály Ilia (* 1934), Literaturwissenschaftler
- 1994 – János Kass (1927–2010), Grafiker
- 1995 – Domokos Boda (1921–2015), Professor für Pädiatrie
- 1996 – Miklós Simon (1916–2007), Professor für Dermatologie
- 1997 – Márta Kopasz (1911–2011), Grafikerin
- 1998 – Gyula Kristó (1939–2004), Historiker
- 1999 – Frigyes Solymosi (1931–2018), Chemiker
- 2000 – Endre Gyulay (1930–2024), Bischof von Szeged und Csongrád
- 2001 – Gábor Kovács (1929–2023), Professor für Herzchirurgie
- 2002 – Rezső Mészáros (* 1942), Geograf
- 2003 – József Gregor (1940–2006), Opernsänger (Bass)
- 2004 – Vilmos Zsigmond (1930–2016), in Szeged geboren, Oscar-prämierter Kameramann in Hollywood
- 2005 – Péter Lékó (* 1979), Schachgroßmeister
- 2006 – Telegdy Gyula (* 1935), Professor für Pathologie
- 2007 – Király Levente (* 1937), Schauspieler
- 2008 – Pál Lippai (* 1944), Rechtsanwalt, Bürgermeister (1990–1994) von Szeged
- 2009 – István Novák (1938–2013), Architekt
- 2010 – László Blazovich (* 1943), Historiker
- 2011 – Kálmán Gyimesi (* 1933), Opernsänger (Bariton)
- 2012 – Attila Dobozy (* 1938), Professor für Dermatologie
- 2013 – Gyula Baradnay (1931–2023), Professor für  Chirurgie
- 2014 – Ottó Trogmayer (1934–2015), Archäologe, Museologe, Universitätsprofessor
- 2015 – Elemér Balogh (* 1958), Jurist, Verfassungsrichter, Universitätsprofessor